# حمزة عبد الله
حمزة عبد الله (بالإنجليزية: Hamza Abdullah)‏ هو لاعب كرة قدم أمريكية أمريكي، ولد في 20 أغسطس 1983 في لوس أنجلوس في الولايات المتحدة.

## وصلات خارجية
- حمزة عبد الله على موقع مرجع كرة القدم المحترفة.كوم (الإنجليزية)